# Thiazolidinedione

Thiazolidinédione

Les thiazolidinédiones, aussi connues sous le nom de glitazones, sont les dérivées de la thiazolidinédione, un composé hétérocyclique constitué d'un cycle comportant trois atomes de carbone, un de soufre et un d'azote (thiazolidine), les atomes de carbone entourant l'atome d'azote portant également chacun un groupe carbonyle (comme dans le succinimide). 
Ces composés forment une classe de médicament utilisé dans les cas de diabète de type 2. Ils ont été introduits à la fin des années 1990 par Hiroshi Imoto et Takashi Sohda mais retirés du marché en France en 2011. 
Ils agissent en se liant aux PPARs-Gamma, récepteurs nucléaires.